# شطحات استغريس
شطحات استغريس هي أول رواية لهجية موريتانية لكاتبها محمد الأمين ولد خيار نشرت في شهر مارس 2013م من طرف مطبعة لوريا بانواكشوط.

## وصف
تقع الرواية في 142 صفحة من الحجم الصغير وتتناول بأسلوب شيق الكثير من القضايا الاجتماعية الحساسة تتعلق بظروف الشباب في سن المراهقة من خلال استعراض حياة أربع فتيات كل منهن تسلك طريقا وجدت نفسها فجأة مجبرة على السير فيه إما بسبب الفقر والتفكك الأسري أو بسبب نظرة البراءة التي تنظر بها الأم لابنتها قبل الزواج مهما كان عمرها.
عالجت هذه الرواية بجرأة كبيرة التسرب المدرسي، الكبت الجنسي، انتشار المخدرات والإجهاض وتعتبر مجرد جس لنبض مجتمع محافظ لم يألف التحدث من قبل في هذا النوع من القضايا ونظرا للقبول الكبير الذي حظيت به الرواية في المجتمع فإنها ستكون لا محالة جسرا لعبور كتاب آخرين للكتابات في هذه المواضيع الحساسة.
كاتب هذه الرواية محمد الأمين ولد خيار ضابط صف من الدرك الوطني خدم في الكثير من فرق الدرك الإقليمي مما أهله للاطلاع على المشاكل الاجتماعية والجنائية وله قصة أخرى ستنشر قريبا تسمى (حلابة ناقتها في الظاية)تتناول زواج الموريتانيات في السعودية.